# 新川用水
新川用水（にっかわようすい）は、埼玉県北東部を流れる用水路である。

## 概要
埼玉県北東部を流れる農業用水路であり、上流部では騎西領用水（きさいりょうようすい）と呼ばれる。加須市外田ヶ谷の星川（見沼代用水）より分水し、加須市・久喜市・南埼玉郡宮代町を流れ、久喜市と宮代町との境界付近で備前前堀川に合流する。久喜市内の区間では、かつての南埼玉郡久喜町と江面村との町村界の一部を成していた。また、久喜市（六万部、上清久）・北葛飾郡鷲宮町（中妻・久本寺）の市町界を成していた。備前前堀川との合流地点には「万年堰」という堰がある。詳細な流路に関しては以下の流路節を参照されたい。
分水
- 樋ノ上用水
- 稲荷台用水
- 本一用水（歓喜院圦より分水）
- 塚堀用水（所久喜用水 分水口）
- 芝原用水

## 流路

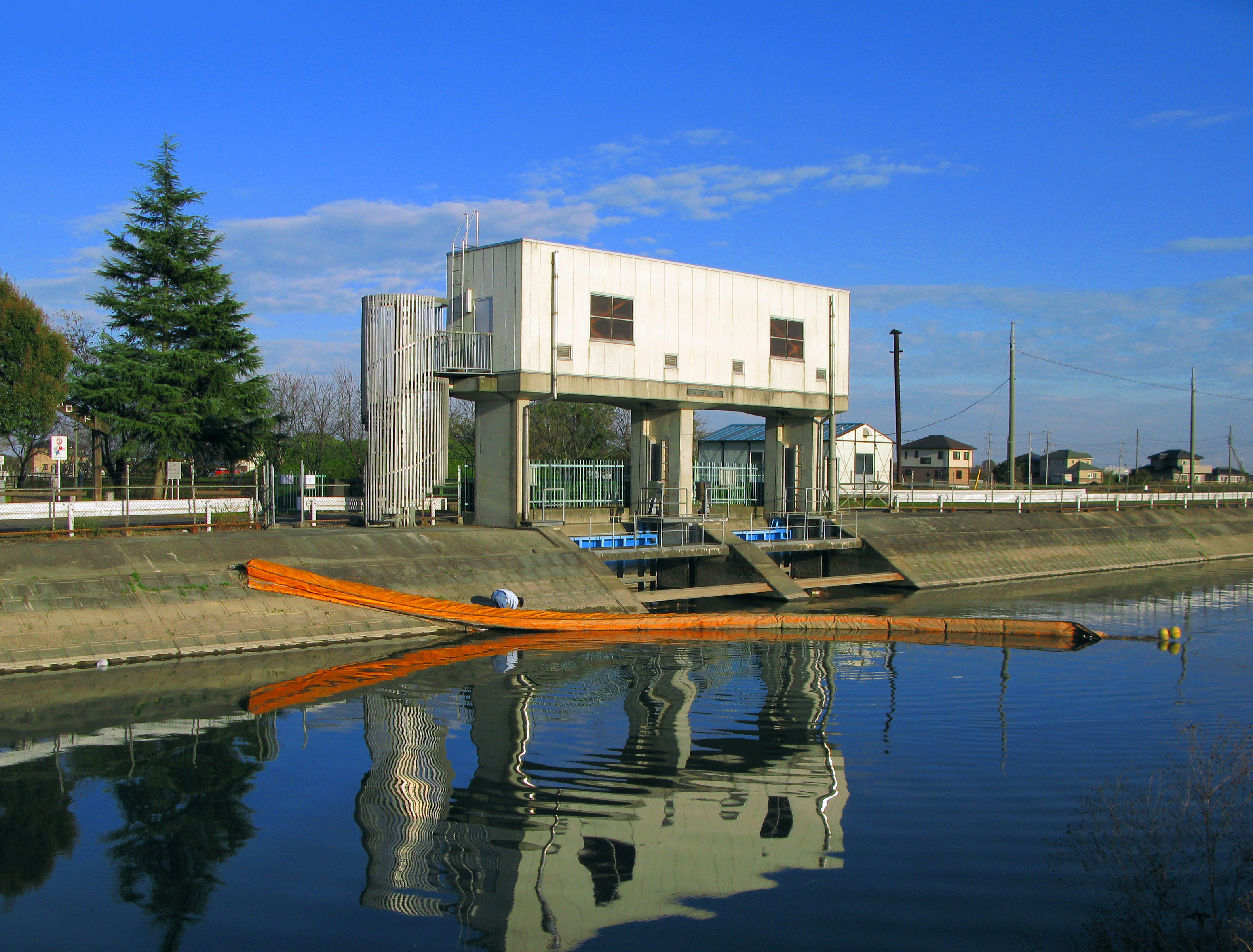
起点、騎西領用水路分水工

- 起点：埼玉県加須市外田ヶ谷の星川（見沼代用水）より分水。
- 外田ヶ谷・内田ヶ谷を流れる。
- 国道122号騎西菖蒲バイパスを横断する。
- 正能を流れる。
- 上高柳（北側）・日出安（南側）の間を流れる。
- 下高柳（北側）・常泉（南側）の間を流れる。
- 船越（北側）・大室（南側）の間を流れる。
- 水深（北側）・北辻（南側）の間を流れる。
- 加須市水深（北側）・久喜市六万部（南側）の境界、東北自動車道の西側にて右岸（南側）より樋ノ上用水を分水する。
- 東北自動車道を横断する。
- 久喜市中妻（北側）・六万部（南側）の間を流れる。
- 中妻（北側）・上清久（南側）の間を流れる。
- 久本寺（北側）・上清久（南側）の間を流れる。この付近では左岸（北側）より稲荷台用水を分水する。
- 下清久（西側）・上早見（東側）の間を流れる。この付近では埼玉県道151号久喜騎西線の橋梁「歓喜院橋」南側の「歓喜院圦」より本一用水を左岸（東側）へ分水する。
- 下清久（北西側）・江面（南西側）・上早見（東側）の境界にて右岸（西側）より塚堀用水を分水する。
- 上早見（北側）・江面（南側）の間を流れる。この付近では右岸（南西側）より芝原用水を分水する。
- 久喜市上早見付近で流路が大きく湾曲する。
- 埼玉県道3号さいたま栗橋線を横断する。
- 江面（西側）・下早見（東側）の間を流れる。
- 下早見（北側）・北青柳（南側）の間を流れる。
- 東北新幹線・東北本線を横断する。
- 下早見（北側）・太田袋（南側）の間を備前前堀川（南側）と並行しながら流れる。
- 南埼玉郡宮代町大字和戸字向芝原にて備前前堀川と「万年堰」を通り合流し、終点となる。
- 終点：備前前堀川

## 施設
- 騎西領取水口
- 三間樋
- 正能調節堰
- 高柳調節堰
- 下高柳調節堰
- 小川台調節堰
- 樋ノ上調節堰
- 藤本調節堰
- 江面第一調節堰
- 江面第二調節堰
- 青柳堰
- 車屋堰
- 新万年堰

## 橋梁
上流から
- 元圦橋
- 新橋
- 池ノ上橋
- 上郷橋
- 多賀谷橋（埼玉県道308号内田ヶ谷鴻巣線）
- 中郷橋
- 寄居大橋（国道122号）
- さんぞう橋
- 古宮橋
- 古宮大橋
- ほんじ橋
- 龍花院橋
- 段段橋
- 新川橋（埼玉県道151号久喜騎西線）
- 下大橋
- 地蔵院橋
- 駒形橋
- 新新川橋
- 万坊院橋（埼玉県道38号加須鴻巣線）
- 境橋
- 名称不明
- 下高柳橋（埼玉県道149号加須菖蒲線）
- 名称不明
- 新川橋（埼玉県道370号北中曽根北大桑線）
- 稲荷橋
- 清浄橋
- 川端橋
- 慶雲院橋
- 東北自動車道
- 境橋
- 上新川橋
- 千勝橋（埼玉県道12号川越栗橋線）
- 名称不明
- 八幡橋
- 観喜院橋（埼玉県道151号久喜騎西線）
- 諏訪橋
- 新川橋（埼玉県道146号六万部久喜停車場線）

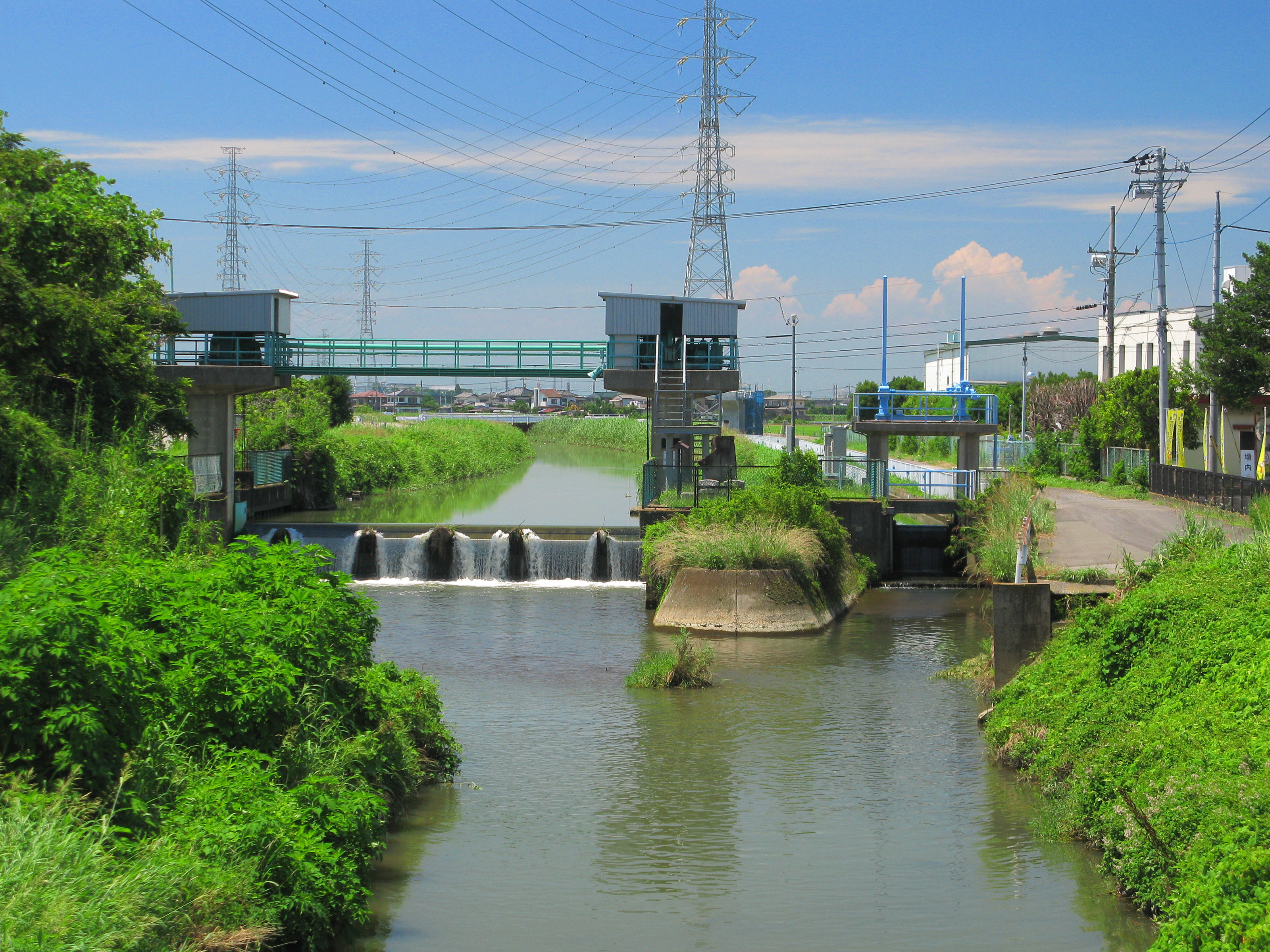
新川用水と備前前堀川の合流点

- 名称不明
- 新新川橋（埼玉県道3号さいたま栗橋線）
- 弁天橋

- 新川新橋（にっかわしんばし）
- 名称不明（市役所通）
- 埼玉県道87号上尾久喜線
- 名称不明
- 東北新幹線
- 新川用水橋梁（東北本線）
- 名称不明
- 下万田第一高架橋（圏央道）

## 騎西領と「日川（にっかわ）」
新川用水は別名を騎西領用水と称したが、「騎西」とは中世に当時の埼玉郡を騎西郡（寄西郡・埼西郡とも）と騎東郡（荘園名としては太田荘）に分割していたことに由来する。従来の研究では東西の境目は元荒川と考えられてきたが、江戸時代初期に行われた利根川や荒川の大改修で付近一帯の河川の流路が大きく変わっているとする筈だとする観点から見直しが行われた結果、現在では新川用水の元になった歴史河川である日川（にっかわ）が東西の境界線であったと考えられている。江戸時代初期に日川は新川用水として新しく開削された備前前堀川と繋げられた結果、備前前堀川より南側が切り離された。そのためか寛永年間には騎東郡は用いられなくなり、騎西郡も公文書からは姿を消して、現在騎西領用水にその名を留めることになっている。
中世期の日川は星川から備前前堀川までは現在の新川用水の流路と大きく変わっていないと推定されている。備前前堀川から南側については、古文書などから推定される復元では、白岡市の野牛・ 高岩両地区の境に入り、現在の白岡市内は高岩・寺塚・上野田・下野田・岡泉が日川の東岸、野牛・白岡・小久喜・千駄野・実ケ谷が西岸に位置していたと考えられている。その後、蓮田市とさいたま市岩槻区の境界を流れて、蓮田市笹山と岩槻区上野の境界付近で元荒川と合流したと考えられている。白岡市内でも、東岸だったとされる地区は鷲宮神社を鎮守としてその分社が建てられ、西岸だったとされる地区は久伊豆神社（現在の玉敷神社）を鎮守としてその分社が建てられるなど、中世期に違う郡に属したことに由来する文化の違いがみられる。
江戸時代以降も備前前堀川より南側の日川もしばらくは存在していた。しかし、元々利根川東遷事業の影響で水量が減ったところに備前前堀川によって上流と切り離されたことで更に減少し、用排水路としての役割が喪われ、次第に流域は後背湿地化していった。元禄13年（1700年）には実ケ谷で日川は締め切られて排水が隼人堀に流されるようになったことで後背湿地における新田開発が進展した。その結果、「新川用水」として残った北側とは対照的に南側は「日川新田」と呼ばれる水田地帯に変わっていくことになる。